# Ascogaster disparilis
Ascogaster disparilis är en stekelart som beskrevs av Vladimir Ivanovich Tobias 1986. Ascogaster disparilis ingår i släktet Ascogaster och familjen bracksteklar. Inga underarter finns listade.